# Балеарский хаус
Балеа́рский хаус (англ. Balearic house), балеа́рик-бит (англ. Balearic beat) или просто балеа́рик — изначально был сочетанием основных направлений танцевальной музыки у диджеев, которая появилась в середине 1980-х гг. Позже он стал названием более специфического стиля электронной музыки, которая была популярна в середине 1990-х гг. Балеарик был так назван из-за того, что был популярен в европейских ночных клубах и у постоянных посетителей на пляжных вечеринках на Балеарских островах, в состав которых входит Ивиса — популярное туристическое место назначения. Некоторые танцевальные музыкальные компиляции относят к «звукам Ивисы», хотя на острове можно услышать многие другие более агрессивные и ритмичные формы танцевальной музыки.

## Предыстория
Британские диджеи Тревор Фанг, Пол Окенфолд и Денни Ремплинг стали основными создателями балеарского хауса (постольку, поскольку в этом участвовала Британия) в 1987 во время отдыха на Ивисе. Как известно, они познакомились с музыкой в  ночном клубе Amnesia через DJ Альфредо, который был родом из Аргентины и там проживал. DJ Альфредо (настоящее имя Альфредо Фьорто) электронно смешивал жанры танцевальной музыки, чей стиль уходил корнями в индийские завораживающие ритмы группы the Woodentops, мистическую рок-группу Waterboys, первородный хаус, европоп и необычность Питера Габриэла и Криса Ри. После посещенения других клубов на острове, где играла примерно одна и та же музыка, включая клуб Pacha и Ku, Окенфолд и его друзья Тревор Фанг и Ян Сен-Паул вернулись в Лондон, где они безуспешно пытались открыть ночной клуб «Funhouse» в балеарском стиле. Вернувшись на Ивису летом 1987, Окенфолд арендовал виллу, где он принимал огромное количество друзей — джеев, включая Дэнни Рэмплинга, Джонни Уокера и Ника Холловея. Вернувшись в Лондон после отдыха, Окенфолд снова ввел балеарский стиль в южный лондонский ночной клуб под названием «Project Club». В клуб изначально приходили те, кто был на Ивисе, и кто был знаком с балеарикой. Это были те, кто принимал экстази и одевался в мешкообразную разноцветную одежду, именно эти ветераны острова продвигали балеарскую субкультуру на британских сценах клубов. В 1988 Окенфолд дал второе дыхание балеарскому хаусу, ночью в понедельник на мероприятии под названием «Spectrum», которое позволило донести балеарскую концепцию широкому кругу людей. Был 1988, когда балеарский хаус был впервые замечен в США, согласно журналу Dance Music Report.

## Стиль
Балеарский хаус отличается от хауса, итало-хауса или дип-хауса, размеренного R&B (меньше 119 ударов в минуту) тем, что в нём есть ударные, малые барабаны и хай-хэты (часто производимые драммашиной Roland TR-808), запрограммированные на определенный неторопливый темп; плюс соул, латинская, африканская музыка, фанк и даб в определённой манере исполнения; и техника создания заимствованая из других стилей танцевальной музыки, которые были популярны в то время. Иногда присутствовал вокал, но большая часть музыки была инструментальной. Звучание струнных инструментов, таких как гитара и пианино тоже присутствовало. Связанный в первую очередь со специфическими ударными, которые в итоге вышли из моды, стиль перестал быть известным, и его репертуар был отнесен к более общим жанрам "чил-аут" и "даунтемпо".
Стиль балеарского хауса по словам его создателей был описан, в отличие от британских поклонников, как возможность для диджея сыграть одновременно ряд стилей начиная от зачатков нью-бита до первых ремиксов поп песен, сделав сеты с балеарикой диджеев самыми энергичными в музыкальном направлении. Пока публика вне Ивисы в основном описывала балеарский хаус как музыкальный стиль, остров пришёл общему мнению, что это не отдельный жанр, и надо пренебрежительно относится к его сочетанию и взывать к нормативам. Сам по себе он является вольным воспроизведением винилового вдохновения, когда диджей может выразить его на вертушках благодаря техническому таланту. На сегодняшний день из-за стилистического разделения в электронной танцевальной музыке, некоторые пропагандисты и диджеи осмеливаются расширить спектр стилей, что грозит потерей индивидуальности и клиентов. Диджей Альфредо до сих пор заявляет о большом многообразии среди диджеев на Ивисе, но, вообще, подход к сочетанию, как и к терминологии, был поглощен царством чил-аута.
Некоторые до сих пор считают, что у Ивисы своё особое «звучание», в том числе и музыка Йенса Гада, одного из создателей Энигмы, и его новый смешанный проект в стиле чил-аута и мировой музыки Achillea, который записали в студии на холмах с обзором на Ивису. Сборник музыки Global Lounge Sessions: The Balearic Sound of Ibiza, выпущенный в 2002, и серии выпусков Buddha-Lounge Секвои Грува, продолжают до сих пор выпускаться. Отличительная черта хауса и определенная выборка из даунтемпа, не является старым вариантом балеарского хауса по сути. Некоторые предпочитают использовать термин балеарский в более общем смысле, тем не менее, используя эти стили.